# Охаба-Ромине
Охаба-Ромине (рум. Ohaba Română) — село у повіті Тіміш в Румунії. Входить до складу комуни Охаба-Лунге.
Село розташоване на відстані 366 км на північний захід від Бухареста, 59 км на схід від Тімішоари.

## Населення
За даними перепису населення 2002 року у селі проживали 287 осіб, усі — румуни. Усі жителі села рідною мовою назвали румунську.